# 時疾風秀喜
時疾風 秀喜（ときはやて ひでき、1996年8月25日 - ）は、宮城県栗原市（旧栗原郡瀬峰町）出身で、時津風部屋所属の現役大相撲力士。本名は冨栄 秀喜（とみえ ひでき）。身長179.0cm、体重139.0kg、血液型はO型。最高位は西前頭11枚目（2025年7月場所）。

## 来歴
小学校2年生の時に、同級生より体が大きいという理由で勧誘され、地元の瀬峰少年相撲クラブで相撲を始めた。小学生時代はサッカーとバレーボールもやっていたが、栗原市立栗駒中学校進学後は相撲部の活動日の都合で他のスポーツはやめ、相撲に専念することになった。中学生の頃から宮城県小牛田農林高等学校の合宿に参加していて、中学校卒業後は小牛田農林高に進学。3年時にインターハイ相撲競技3位。高校卒業後は、教員になることを志して東京農業大学に進学したが、3年次に全日本選手権でベスト16に進出したことや、同学年に当たる翠富士と錦富士が近畿大学を中退して角界入りしていたことに刺激を受けて、大相撲入りを検討するようになった。4年次は全国選抜十和田大会3位、学生選手権個人32強の成績を残した。大学時代最後の大会となった全日本選手権は予選落ちとなったが、このことがかえって大相撲入門への決意を固めるきっかけとなった。
大学卒業後は時津風部屋に入門し、2019年3月場所で初土俵を踏んだ。前相撲には本名で出場したが、新序出世のタイミングで改名し、四股名は部屋の名前と本名の一部を入れた「時栄」になった。初土俵の同期に北の若、吉井らがいる。初めて番付に名前の載った5月場所は2番相撲で北の若に敗れて6勝1敗。序二段に上がった7月場所では、4番相撲で前場所敗れた北の若に、7番相撲では幕内経験者の誉富士に勝ち序二段優勝を果たした。三段目に上がった9月場所も6勝1敗、11月場所は幕下に昇進した。幕下でも勝ち越しを続けたが、幕下東7枚目まで番付を上げた2020年9月場所では幕下上位の壁に当たって、入門以来初の負け越しとなった。東幕下15枚目で迎えたの2021年3月場所では1番相撲から6連勝として、7番相撲に勝てば新十両が確実となるところだったが、三役経験者の阿炎に敗れ十両昇進と幕下優勝を逃した。最高位を更新して臨んだ翌5月場所からは負け越しが続き、同年9月場所は左太腿の肉離れにより途中休場。右膝内側靭帯も損傷していたが、翌11月場所で復帰し、5勝2敗と勝ち越した。2022年3月場所から四股名を速い相撲を取れという願いが込められた「時疾風」に改名した。
2022年11月場所は東幕下3枚目に番付を上げ最高位を更新したが、3勝3敗とした7番相撲で敗れ、5場所ぶりの、四股名を改名してからは初めての負け越しとなった。この場所は1勝1敗で迎えた3番相撲で初めて大銀杏を結って十両の土俵に上がったが、欧勝馬に敗れた。再び東幕下3枚目で迎えた2023年3月場所は4勝3敗と幕下5枚目以内で初めて勝ち越し、場所後の番付編成会議にて新十両昇進が決定した。宮城県出身の新十両昇進は、1995年7月場所の五城楼以来およそ28年ぶり、また2005年5月場所に五城楼が幕下に落ちて以来絶えていた宮城県出身の関取を18年ぶりに復活させた。5月場所は10日目までは6勝4敗と白星先行だったが終盤5連敗を喫し最終的に6勝9敗に終わった。7月場所は東幕下筆頭に下がったが7戦全勝し幕下優勝。十両に復帰した9月場所は、千秋楽に勝って関取として初めての勝ち越しを決めた。
再十両から4場所連続で勝ち越して2024年5月場所に新入幕を果たした。宮城県出身の新入幕は1997年3月場所の五城楼以来27年ぶり。新入幕会見では4月8日に長崎県出身で介護職に就く1歳年下の女性と入籍したと報告した。新入幕の5月場所は4連敗の後5日目の美ノ海戦で自身の出足とスピード感を出して四つに組み、幕内初白星。しかし6勝9敗に終わり7月場所は十両に陥落した。同年9月場所、2勝4敗と6日目終了時は不調だったものの息を吹き返すかのように7連勝。そこから錦富士、尊富士と連敗して9勝6敗に終わったものの、再入幕を濃厚にする活躍をした。11月場所で再入幕となったがそこから2場所連続負け越し、幕内での勝ち越しは果たせていなかったが、2025年3月場所では8日目終了時点では4勝4敗とまずまずだったが、そこから3連勝して迎えた12日目では湘南乃海を寄り切りで破り、幕内初勝ち越しを果たした。その場所では10勝を挙げ、実力を示した。5月場所でも持ち前のスピード感と思い切りで奮闘し、自己最高位で千秋楽伯桜鵬に圧勝し勝ち越した。

## 人物
- 同部屋の大畑は小・中・高校の同級生である。大相撲入門後は、同部屋で同学年の将豊竜や、2020年7月に中川部屋から移籍し同部屋の所属となった初土俵同期の吉井らへのライバル意識を持っている[3]。
- 栗駒中学校の先輩にタレントの狩野英孝がいて、狩野の実家である櫻田山神社にもよく行ったという[18]。
- 中学2年生の時、東日本大震災で被災。「体育館で先輩の卒業式の準備をしていた時に地震がきた。照明がすごい揺れて、走って逃げた」[19]。実家も被害を受けており、本人は「あらゆるものが倒れて電気、水道が1カ月ダメだった」「震災後、しばらくしてそれまでよく行っていた海岸地域に行ったら、何もなくなって更地になっていた。中学生ながら（被災者を）元気づけられるかな。テレビに出るようになれば元気づけられるかと。（大相撲を目指すきっかけに）なりましたね」と語っている[1]。
- 新十両となった2023年5月場所では母校・東京農業大学や小牛田農林高校の同窓会などから5本の化粧廻しが贈られており[20]、再十両となった2023年9月場所には部屋の先輩である正代、豊山に続き不二家から化粧廻しが贈られ[21]、ペコちゃん、ポコちゃんと仲良しの子犬「ドッグ」が描かれた化粧廻しで注目を集めた。新入幕の2024年5月場所ではペコちゃんの舌をデザインした化粧廻しで土俵入りした[22]。また、途中から化粧廻しを鷲の描かれた黒いものに変更した。
- 新入幕時の報道によると、好物は妻の手作りの味噌汁で、その中でも好きな具はナス、なめこ[17]。
- 協会公式プロフィールによると、好きな歌手はTEE、好物は米、趣味は掃除、好きなTV番組は『世界の果てまでイッテQ』、好きな漫画は『NARUTO -ナルト-』[23]。

## 取り口
左四つの相撲が得意だが、2023年1月場所中の本人のコメントによると、四つになって我慢できず上手投げに出る癖があるという。新十両昇進時点では体重が130kgと軽量で、当面の目標を140kgまで増やすことと掲げた。同年5月場所で十両の壁に阻まれた際の相撲については「土俵際の甘さ、立ち合いで突き放される相撲が多かった。そこを反省して、自分の相撲をとれば勝てる」と分析していた。

## 主な成績

### 通算成績
2025年7月場所終了現在
- 通算成績：206勝154敗3休（38場所）
- 幕内成績：43勝47敗（6場所）

### 各段優勝
- 幕下優勝：1回（2023年7月場所）
- 序二段優勝：1回（2019年7月場所）

### 場所別成績
| | 一月場所 初場所（東京） | 三月場所 春場所（大阪） | 五月場所 夏場所（東京） | 七月場所 名古屋場所（愛知） | 九月場所 秋場所（東京） | 十一月場所 九州場所（福岡） |
| --- | ----------------------- | ----------------------- | ----------------------- | --------------------------- | ----------------------- | --------------------------- |
| 2019年 （平成31年 /令和元年） | x                       | （前相撲）              | 東序ノ口15枚目 6–1      | 西序二段44枚目 優勝 7–0     | 東三段目44枚目 6–1      | 東幕下56枚目 5–2            |
| 2020年 （令和2年） | 西幕下39枚目 5–2        | 東幕下24枚目 4–3        | 感染症拡大 により中止   | 西幕下17枚目 5–2            | 東幕下7枚目 2–5         | 西幕下23枚目 4–3            |
| 2021年 （令和3年） | 西幕下18枚目 4–3        | 東幕下15枚目 6–1        | 東幕下4枚目 3–4         | 東幕下6枚目 3–4             | 東幕下10枚目 0–4–3      | 東幕下45枚目 5–2            |
| 2022年 （令和4年） | 東幕下30枚目 3–4        | 西幕下41枚目 4–3        | 西幕下31枚目 5–2        | 東幕下20枚目 6–1            | 西幕下7枚目 5–2         | 東幕下3枚目 3–4             |
| 2023年 （令和5年） | 西幕下6枚目 5–2         | 東幕下3枚目 4–3         | 東十両14枚目 6–9        | 東幕下筆頭 優勝 7–0         | 西十両11枚目 8–7        | 西十両8枚目 8–7             |
| 2024年 （令和6年） | 東十両6枚目 10–5        | 東十両筆頭 8–7          | 東前頭15枚目 6–9        | 東十両筆頭 7–8              | 東十両2枚目 9–6         | 西前頭15枚目 6–9            |
| 2025年 （令和7年） | 西前頭17枚目 7–8        | 東前頭18枚目 10–5       | 東前頭13枚目 8–7        | 西前頭11枚目 6–9            | x                       | x                           |
| 各欄の数字は、「勝ち-負け-休場」を示す。 優勝 引退 休場 十両 幕下 三賞：敢=敢闘賞、殊=殊勲賞、技=技能賞 その他：★=金星 番付階級：幕内 - 十両 - 幕下 - 三段目 - 序二段 - 序ノ口 幕内序列：横綱 - 大関 - 関脇 - 小結 - 前頭（「#数字」は各位内の序列） |                         |                         |                         |                             |                         |                             |

## 合い口
2025年7月場所終了現在
| 力士名 | 勝数 | 負数 | 力士名   | 勝数 | 負数 | 力士名   | 勝数 | 負数 | 力士名   | 勝数 | 負数 |
| ------ | ---- | ---- | -------- | ---- | ---- | -------- | ---- | ---- | -------- | ---- | ---- |
| 安青錦 | 0    | 1    | 朝紅龍   | 2    | 2    | 熱海富士 | 0    | 2    | 一山本   | 2    | 0    |
| 宇良   | 1    | 0    | 遠藤     | 1    | 0    | 欧勝馬   | 0    | 2    | 阿武剋   | 1    | 1    |
| 輝     | 1    | 0    | 嘉陽     | 1    | 1    | 北の若   | 0    | 1    | 霧島     | 0    | 1    |
| 金峰山 | 0    | 1    | 琴栄峰   | 1    | 0    | 琴勝峰   | 1    | 2    | 佐田の海 | 2    | 2    |
| 獅司   | 1    | 2    | 湘南乃海 | 2    | 2    | 白熊     | 1    | 0    | 隆の勝   | 1    | 1    |
| 宝富士 | 1    | 1    | 尊富士   | 1    | 0    | 玉正鳳   | 1    | 1    | 玉鷲     | 2    | 1    |
| 美ノ海 | 5    | 0    | 千代翔馬 | 1    | 1    | 剣翔     | 0    | 1    | 友風     | 0    | 1    |
| 錦木   | 1    | 2    | 錦富士   | 3    | 0    | 伯桜鵬   | 1    | 1    | 英乃海   | 0    | 1    |
| 藤ノ川 | 0    | 1    | 北勝富士 | 1    | 1    | 御嶽海   | 0    | 2    | 翠富士   | 0    | 4    |
| 水戸龍 | 0    | 1    | 明生     | 1    | 0    | 竜電     | 3    | 1    | 狼雅     | 2    | 2    |

## 改名歴
- 時栄 秀喜（ときさかえ ひでき）2019年3月場所 -2022年1月場所
- 時疾風 秀喜（ときはやて ひでき）2022年3月場所 -